# Eleutherodactylus parabates
Eleutherodactylus parabates es una especie de rana de la familia Eleutherodactylidae.

## Distribución geográfica
Es endémica del centro de La Española (República Dominicana y quizá en Haití).

## Estado de conservación
Se encuentra amenazada por la pérdida de su hábitat natural. 